# Charles de Quellenec
Charles II de Quellenec, barone di Pons (o de Pont) e di Rostrenen (1548 – Parigi, 23 agosto 1572), è stato un ugonotto bretone nel periodo del regno di Enrico IV di Francia.
Marito di Catherine de Parthenay, fu ucciso nel cortile del Louvre durante la notte del notte di san Bartolomeo. Charles du Quellenec, barone di Pons, è citato con il nome "de Soubise" in un canto dell'Enriade di Voltaire.

stemma del casato dei Quélennec: D'hermine, in cima un drappo rosso con tre fiori di giglio in oro.

## Biografia

### Le origini del casato dei Pons
Nel 1538 Jean IV du Quellenec, signore di Rostrenen, signore di Quintin, barone di Pons e visconte di Faou e di Coëtmur, sire dei "Quellenec", di Hart, di Villepépin, di Vaugaillart, di Carnoët e di altre terre sposa Jehanne de Maure, figlia del conte François de Maure, barone di Lohéac, visconte di Fercé, e di Hélène de Rohan. Costei riceve in dote dai genitori 2 000 livre di rendite gravanti sulle terre della Clarté, Brétignolles, e altre.
Hanno un figlio, Carlo (Charles) (nato nel 1548) e due figlie, Marie du Quellenec, che entra nella famiglia di Entragues, e Jeanne du Quellenec che sposa Jacques de Beaumanoir, visconte di Besso, maggiordomo di Enrico II di Francia, e gentilhomme ordinaire (cortigiano) del Delfino di Francia.
Il 14 agosto 1546 la coppia rende omaggio al barone de Vitré per la loro signoria sulla Clarté, comprendente molti feudi.
Jeanne de Maure è protestante e risiede nel suo maniero nella Clarté con i suoi figli. Viene a volte nella chiesa di Cornillé per assistere alla predicazione. Essa lo fa con un ministro del culto che lei stessa porta con sé e lo fa salire sul pulpito, usando il diritto che gli danno i poteri sul suo feudo di fare praticare la sua religione.
Nel 1554 la loro figlia, Jeanne de Quellenec, partorisce un erede al visconte de Beaumanoir, un figlio battezzato con il nome Toussaint il primo settembre nella chiesa di Jugon.

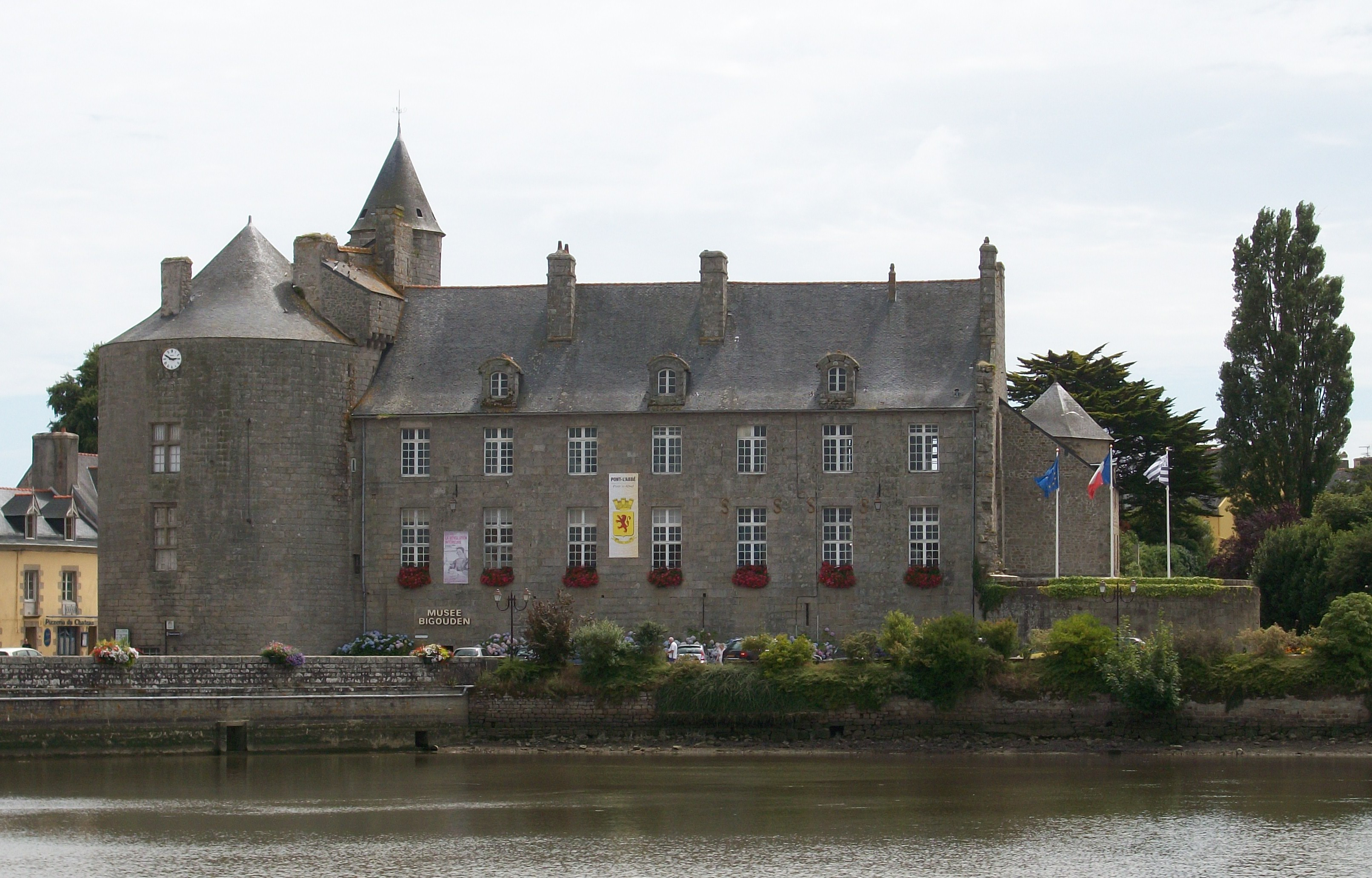
Castello di Pont L'Abbé

### Un capitano valoroso
Nel 1568 Charles de Quellenec sposa Catherine de Parthenay-L'Archevêque, figlia unica ed erede di Jean de Parthenay-l'Archevêque, signore di Soubise, morto due anni prima, e di Antoinette d'Aubeterre. La giovane sposa, nipote della contessa di Mareunes, ha tredici anni. Famosa per la sua bellezza, il suo spirito e il suo coraggio, scriveva in lingua latina e greca, avendo avuto come precettore François Viète. Charles de Quellenec cambia il nome con il matrimonio in Parthenay-Soubise, e abbraccia la riforma protestante.
Dal fatto che rileva il nome di Soubise molti storici l'hanno talvolta confuso convintamente con suo suocero (morto nel 1566). Confusione tra le azioni del cognato e del genero si trova nella tavola dellHistoire de France di "P. Daniel" e nella tavola dell'Histoire de M. Jacques-Auguste de Thou, edizione del 1734.
Nel marzo 1569 viene fatto prigioniero a Jarnac, mentre il principe di Condé viene assassinato a tradimento per ordine del duca d'Anjou. De Quellenec riesce a fuggire (durante la prigionia sulla parola, quando era detenuto in libertà vigilata). Giovanna d'Albret lo associa a Renato di Rohan Pontivy, per dirigere le truppe ugonotte dell'Angoumois. Le loro truppe trionfano a Tonnay-Charente, poi si impadroniscono di tutto il litorale della Saintonge, Saintes si arrende a loro; ma il barone de Quellenec viene ferito alla mascella. L'8 agosto 1570 la pace di Saint-Germain-en-Laye segna la fine di questa seconda guerra civile.
Nel 1570 Catherine de Parthenay lascia Mouchamps nel Poitou per La Rochelle. Ritrova sua madre alla quale confida l'impotenza del barone suo marito. Messo nella condizione di doversi giustificare da Giovanna d'Albret e Teodoro di Beza, Charles de Quellenec assicura i capi ugonotti di essersi congiunto con sua moglie. Poco dopo lo mandano via da La Rochelle e lo internano nel suo castello di Pont.
Catherine, che ha avuto per precettore il matematico François Viète, coltiva la poesia con un certo successo, poi inizia a corrispondere con la madre nelle lingue latina e greca, sconosciute al barone. Essa utilizza anche l'inchiostro simpatico (succo d'arancia) e citazioni di Orazio, Virgilio, Marziale per chiedere dello svolgimento del suo processo.

### Una causa per l'annullamento del matrimonio

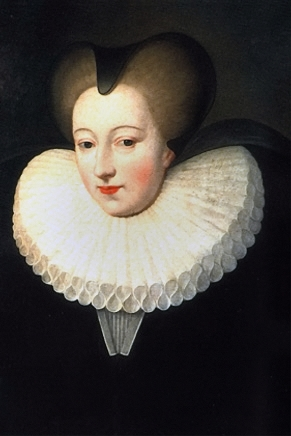
Catherine de Parthenay

Con molta fretta le dame di Soubise, Catherine e sua madre, Antoinette d'Aubeterre cercano di ottenere il divorzio. Esse accusano il barone Charles de Quellenec di non potere assicurare la discendenza dei Soubise. Louis de Rouvroy, duca di Saint-Simon, un secolo più tardi, racconta i fatti con la sua abituale cruda realtà:
Egli aggiunge, parlando di questo processo in cui Catherine Parthenay cerca di ottenere la rottura del suo matrimonio, per "impedimento assoluto" (impotenza).
Questo processo, in cui rifiuta di difendere il matematico François Viète, che era ancora nel 1570 avvocato delle signore Soubise, prosegue per due anni.
Il 25 aprile 1571 Charles de Parthenay, barone di Pons e di Soubise, vende la sua signoria della Clarté a Jean d'Espinay, ma sua sorella, Jeanne du Quellenec-Beaumanoir, vi conserva qualche feudo. Visse successivamente al Louvre, assieme al seguito di Enrico III di Navarra, il futuro Enrico IV di Francia.
Il 24 agosto 1572, giorno di San Bartolomeo, è massacrato a Parigi nel cortile del Louvre.
La sua morte si viene a trovare di riflesso avvolta nella leggenda, in cui la storiografia tradizionale ha voluto vedere la degenerazione della Corte dell'ultimo dei Valois (Enrico III di Francia). Questa leggenda si basa su una raccolta di racconti scritti dal protestante Simon Goulart e che ha ispirato una trentina d'anni dopo Théodore Agrippa d'Aubigné e il presidente Jacques-Auguste de Thou (1612) dove certe edizioni lo confondono con suo suocero. La leggenda continua con la storia successiva dell'impreciso Antoine Varillas (1624-1696) e dello scrupoloso Pierre Bayle (1647-1706), poi attraverso delle «mémoires», immerse nel fiele, del duca di Saint-Simon (1675-1755). Nel XIX secolo un pamphlet protestante, di Auguste François Louis Scipion de Grimoard-Beauvoir du Roure de Beaumont-Brison (1783-1858) Les mémoires du temps de Charles IX, ne fa per finire questa descrizione:

Il massacro di San Bartolomeo, secondo François Dubois

La sua morte è anche narrata come segue:
Per quanto riguarda Saint-Simon, fedele a sé stesso e allo spirito dei tempi, conclude:
La sua morte mette fine al processo che la moglie gli ha intentato.

## L'eredità di Soubise
Nel 1572, poco prima della sua morte, Charles de Quellenec sub-infeuda dietro una rendita la signoria di Carnoët a Guillaume Guinamant, signore di Lallunec e siniscalco di Carhaix. Dopo una transazione finanziaria con la nipote del siniscalco di Carhaix, Hélène de Beaumanoir riacquista questa signoria.
Toussaint de Beaumanoir alla morte di suo cugino, Charles de Quellenec, prende il titolo di barone di Pons e di Rostrenen. Fu fatto cavaliere dell'Ordine del Re, da Enrico III, e maréchal des camps et armées del Ducato di Bretagna. Dopo essersi distinto in numerose battaglie, è stato ferito al braccio e, nonostante tutte le cure, è morto a Rennes, il 12 maggio 1590.
Nel 1573 Catherine de Parthenay fa rappresentare a La Rochelle, durante l'assedio, la sua tragedia di Oloferne, che alcuni attribuiscono a Anne de Rohan, sua figlia.
Nel 1575 si risposa con Renato II di Rohan, che perde la vita nel 1585 durante un combattimento contro la Lega cattolica.
Nel 1575 la terra di Bourgneuf passa per contratto a sua zia, Marie du Quellenec. Nel 1578 Samuel de Beaumanoir prende il titolo di signore della Clarté, che trasmetterà a sua figlia nel 1606.
Nel 1628, all'età di 74 anni, Catherine de Parthenay si rifugerà nella città di La Rochelle durante l'assedio posto da Luigi XIII. Prigioniera di guerra, verrà trasferita al castello di Niort, il 2 novembre. Morirà a Parc-Soubise (Mouchamps), il 26 ottobre 1631.

### Albero genealogico della famiglia Rohan-Parthenay
|  |  |  |  |                                                                |                                                                |                                                                |                                                                | Giovanni V di Parthenay-l'archevêque Signore di Mouchamps (Les Herbiers) detto Soubise (1512-1561) | Giovanni V di Parthenay-l'archevêque Signore di Mouchamps (Les Herbiers) detto Soubise (1512-1561) | Giovanni V di Parthenay-l'archevêque Signore di Mouchamps (Les Herbiers) detto Soubise (1512-1561) | Giovanni V di Parthenay-l'archevêque Signore di Mouchamps (Les Herbiers) detto Soubise (1512-1561) | Giovanni V di Parthenay-l'archevêque Signore di Mouchamps (Les Herbiers) detto Soubise (1512-1561) | Giovanni V di Parthenay-l'archevêque Signore di Mouchamps (Les Herbiers) detto Soubise (1512-1561) |                                                                                           |                                                                                           | Antoinette Bouchard d'Aubeterre (1535-1580) Douairière di Soubise                         | Antoinette Bouchard d'Aubeterre (1535-1580) Douairière di Soubise                         | Antoinette Bouchard d'Aubeterre (1535-1580) Douairière di Soubise | Antoinette Bouchard d'Aubeterre (1535-1580) Douairière di Soubise | Antoinette Bouchard d'Aubeterre (1535-1580) Douairière di Soubise              | Antoinette Bouchard d'Aubeterre (1535-1580) Douairière di Soubise              |                                                                                |                                                                                |                                                                                |                                                                                | Isabella d'Albret (1513-1555) zia di Giovanna d'Albret (regina di Navarra) | Isabella d'Albret (1513-1555) zia di Giovanna d'Albret (regina di Navarra) | Isabella d'Albret (1513-1555) zia di Giovanna d'Albret (regina di Navarra) | Isabella d'Albret (1513-1555) zia di Giovanna d'Albret (regina di Navarra) | Isabella d'Albret (1513-1555) zia di Giovanna d'Albret (regina di Navarra) | Isabella d'Albret (1513-1555) zia di Giovanna d'Albret (regina di Navarra) |                                                                 |                                                                 | Renato I di Rohan Visconte di Rohan (1516-1552)                 | Renato I di Rohan Visconte di Rohan (1516-1552)                 | Renato I di Rohan Visconte di Rohan (1516-1552) | Renato I di Rohan Visconte di Rohan (1516-1552) | Renato I di Rohan Visconte di Rohan (1516-1552) | Renato I di Rohan Visconte di Rohan (1516-1552) |                                                 |                                                 |                                    |                                    |                                                       |                                                       |                                                       |                                                       |                                                       |                                                       |  |  |  |  |  |  |  |  |  |  |  |  |  |  |
|  |  |  |  |                                                                |                                                                |                                                                |                                                                | Giovanni V di Parthenay-l'archevêque Signore di Mouchamps (Les Herbiers) detto Soubise (1512-1561) | Giovanni V di Parthenay-l'archevêque Signore di Mouchamps (Les Herbiers) detto Soubise (1512-1561) | Giovanni V di Parthenay-l'archevêque Signore di Mouchamps (Les Herbiers) detto Soubise (1512-1561) | Giovanni V di Parthenay-l'archevêque Signore di Mouchamps (Les Herbiers) detto Soubise (1512-1561) | Giovanni V di Parthenay-l'archevêque Signore di Mouchamps (Les Herbiers) detto Soubise (1512-1561) | Giovanni V di Parthenay-l'archevêque Signore di Mouchamps (Les Herbiers) detto Soubise (1512-1561) |                                                                                           |                                                                                           | Antoinette Bouchard d'Aubeterre (1535-1580) Douairière di Soubise                         | Antoinette Bouchard d'Aubeterre (1535-1580) Douairière di Soubise                         | Antoinette Bouchard d'Aubeterre (1535-1580) Douairière di Soubise | Antoinette Bouchard d'Aubeterre (1535-1580) Douairière di Soubise | Antoinette Bouchard d'Aubeterre (1535-1580) Douairière di Soubise              | Antoinette Bouchard d'Aubeterre (1535-1580) Douairière di Soubise              |                                                                                |                                                                                |                                                                                |                                                                                | Isabella d'Albret (1513-1555) zia di Giovanna d'Albret (regina di Navarra) | Isabella d'Albret (1513-1555) zia di Giovanna d'Albret (regina di Navarra) | Isabella d'Albret (1513-1555) zia di Giovanna d'Albret (regina di Navarra) | Isabella d'Albret (1513-1555) zia di Giovanna d'Albret (regina di Navarra) | Isabella d'Albret (1513-1555) zia di Giovanna d'Albret (regina di Navarra) | Isabella d'Albret (1513-1555) zia di Giovanna d'Albret (regina di Navarra) |                                                                 |                                                                 | Renato I di Rohan Visconte di Rohan (1516-1552)                 | Renato I di Rohan Visconte di Rohan (1516-1552)                 | Renato I di Rohan Visconte di Rohan (1516-1552) | Renato I di Rohan Visconte di Rohan (1516-1552) | Renato I di Rohan Visconte di Rohan (1516-1552) | Renato I di Rohan Visconte di Rohan (1516-1552) |                                                 |                                                 |                                    |                                    |                                                       |                                                       |                                                       |                                                       |                                                       |                                                       |  |  |  |  |  |  |  |  |  |  |  |  |  |  |
|  |  |  |  |                                                                |                                                                |                                                                |                                                                | | | | | | |                                                                                           |                                                                                           |                                                                                           |                                                                                           |                                                                   |                                                                   |                                                                                |                                                                                |                                                                                |                                                                                |                                                                                |                                                                                |                                                                            |                                                                            |                                                                            |                                                                            |                                                                            |                                                                            |                                                                 |                                                                 |                                                                 |                                                                 |                                                 |                                                 |                                                 |                                                 |                                                 |                                                 |                                    |                                    |                                                       |                                                       |                                                       |                                                       |                                                       |                                                       |  |  |  |  |  |  |  |  |  |  |  |  |  |  |
|  |  |  |  |                                                                |                                                                |                                                                |                                                                | | | | | | |                                                                                           |                                                                                           |                                                                                           |                                                                                           |                                                                   |                                                                   |                                                                                |                                                                                |                                                                                |                                                                                |                                                                                |                                                                                |                                                                            |                                                                            |                                                                            |                                                                            |                                                                            |                                                                            |                                                                 |                                                                 |                                                                 |                                                                 |                                                 |                                                 |                                                 |                                                 |                                                 |                                                 |                                    |                                    |                                                       |                                                       |                                                       |                                                       |                                                       |                                                       |  |  |  |  |  |  |  |  |  |  |  |  |  |  |
|  |  |  |  | Charles de Quellenec Barone di Pont, detto Soubise (1548-1572) | Charles de Quellenec Barone di Pont, detto Soubise (1548-1572) | Charles de Quellenec Barone di Pont, detto Soubise (1548-1572) | Charles de Quellenec Barone di Pont, detto Soubise (1548-1572) | Charles de Quellenec Barone di Pont, detto Soubise (1548-1572)                                     | Charles de Quellenec Barone di Pont, detto Soubise (1548-1572)                                     | | | Catherine de Parthenay Signora di Soubise Madre dei Rohan Douairière di Rohan (1554-1631)          | Catherine de Parthenay Signora di Soubise Madre dei Rohan Douairière di Rohan (1554-1631)          | Catherine de Parthenay Signora di Soubise Madre dei Rohan Douairière di Rohan (1554-1631) | Catherine de Parthenay Signora di Soubise Madre dei Rohan Douairière di Rohan (1554-1631) | Catherine de Parthenay Signora di Soubise Madre dei Rohan Douairière di Rohan (1554-1631) | Catherine de Parthenay Signora di Soubise Madre dei Rohan Douairière di Rohan (1554-1631) |                                                                   |                                                                   | Renato II di Rohan detto Pontivy, poi Frontenay, Visconte di Rohan (1550-1585) | Renato II di Rohan detto Pontivy, poi Frontenay, Visconte di Rohan (1550-1585) | Renato II di Rohan detto Pontivy, poi Frontenay, Visconte di Rohan (1550-1585) | Renato II di Rohan detto Pontivy, poi Frontenay, Visconte di Rohan (1550-1585) | Renato II di Rohan detto Pontivy, poi Frontenay, Visconte di Rohan (1550-1585) | Renato II di Rohan detto Pontivy, poi Frontenay, Visconte di Rohan (1550-1585) |                                                                            |                                                                            | Jean detto Frontenay (?-morto nel 1574)                                    | Jean detto Frontenay (?-morto nel 1574)                                    | Jean detto Frontenay (?-morto nel 1574)                                    | Jean detto Frontenay (?-morto nel 1574)                                    | Jean detto Frontenay (?-morto nel 1574)                         | Jean detto Frontenay (?-morto nel 1574)                         |                                                                 |                                                                 | Enrico I di Rohan Visconte di Rohan (1535-1575) | Enrico I di Rohan Visconte di Rohan (1535-1575) | Enrico I di Rohan Visconte di Rohan (1535-1575) | Enrico I di Rohan Visconte di Rohan (1535-1575) | Enrico I di Rohan Visconte di Rohan (1535-1575) | Enrico I di Rohan Visconte di Rohan (1535-1575) |                                    |                                    | Françoise de Rohan Signora della Garnache (1540-1591) | Françoise de Rohan Signora della Garnache (1540-1591) | Françoise de Rohan Signora della Garnache (1540-1591) | Françoise de Rohan Signora della Garnache (1540-1591) | Françoise de Rohan Signora della Garnache (1540-1591) | Françoise de Rohan Signora della Garnache (1540-1591) |  |  |  |  |  |  |  |  |  |  |  |  |  |  |
|  |  |  |  | Charles de Quellenec Barone di Pont, detto Soubise (1548-1572) | Charles de Quellenec Barone di Pont, detto Soubise (1548-1572) | Charles de Quellenec Barone di Pont, detto Soubise (1548-1572) | Charles de Quellenec Barone di Pont, detto Soubise (1548-1572) | Charles de Quellenec Barone di Pont, detto Soubise (1548-1572)                                     | Charles de Quellenec Barone di Pont, detto Soubise (1548-1572)                                     | | | Catherine de Parthenay Signora di Soubise Madre dei Rohan Douairière di Rohan (1554-1631)          | Catherine de Parthenay Signora di Soubise Madre dei Rohan Douairière di Rohan (1554-1631)          | Catherine de Parthenay Signora di Soubise Madre dei Rohan Douairière di Rohan (1554-1631) | Catherine de Parthenay Signora di Soubise Madre dei Rohan Douairière di Rohan (1554-1631) | Catherine de Parthenay Signora di Soubise Madre dei Rohan Douairière di Rohan (1554-1631) | Catherine de Parthenay Signora di Soubise Madre dei Rohan Douairière di Rohan (1554-1631) |                                                                   |                                                                   | Renato II di Rohan detto Pontivy, poi Frontenay, Visconte di Rohan (1550-1585) | Renato II di Rohan detto Pontivy, poi Frontenay, Visconte di Rohan (1550-1585) | Renato II di Rohan detto Pontivy, poi Frontenay, Visconte di Rohan (1550-1585) | Renato II di Rohan detto Pontivy, poi Frontenay, Visconte di Rohan (1550-1585) | Renato II di Rohan detto Pontivy, poi Frontenay, Visconte di Rohan (1550-1585) | Renato II di Rohan detto Pontivy, poi Frontenay, Visconte di Rohan (1550-1585) |                                                                            |                                                                            | Jean detto Frontenay (?-morto nel 1574)                                    | Jean detto Frontenay (?-morto nel 1574)                                    | Jean detto Frontenay (?-morto nel 1574)                                    | Jean detto Frontenay (?-morto nel 1574)                                    | Jean detto Frontenay (?-morto nel 1574)                         | Jean detto Frontenay (?-morto nel 1574)                         |                                                                 |                                                                 | Enrico I di Rohan Visconte di Rohan (1535-1575) | Enrico I di Rohan Visconte di Rohan (1535-1575) | Enrico I di Rohan Visconte di Rohan (1535-1575) | Enrico I di Rohan Visconte di Rohan (1535-1575) | Enrico I di Rohan Visconte di Rohan (1535-1575) | Enrico I di Rohan Visconte di Rohan (1535-1575) |                                    |                                    | Françoise de Rohan Signora della Garnache (1540-1591) | Françoise de Rohan Signora della Garnache (1540-1591) | Françoise de Rohan Signora della Garnache (1540-1591) | Françoise de Rohan Signora della Garnache (1540-1591) | Françoise de Rohan Signora della Garnache (1540-1591) | Françoise de Rohan Signora della Garnache (1540-1591) |  |  |  |  |  |  |  |  |  |  |  |  |  |  |
|  |  |  |  |                                                                |                                                                |                                                                |                                                                | | | | | | |                                                                                           |                                                                                           |                                                                                           |                                                                                           |                                                                   |                                                                   |                                                                                |                                                                                |                                                                                |                                                                                |                                                                                |                                                                                |                                                                            |                                                                            |                                                                            |                                                                            |                                                                            |                                                                            |                                                                 |                                                                 |                                                                 |                                                                 |                                                 |                                                 |                                                 |                                                 |                                                 |                                                 |                                    |                                    |                                                       |                                                       |                                                       |                                                       |                                                       |                                                       |  |  |  |  |  |  |  |  |  |  |  |  |  |  |
|  |  |  |  |                                                                |                                                                |                                                                |                                                                | | | | | | |                                                                                           |                                                                                           |                                                                                           |                                                                                           |                                                                   |                                                                   |                                                                                |                                                                                |                                                                                |                                                                                |                                                                                |                                                                                |                                                                            |                                                                            |                                                                            |                                                                            |                                                                            |                                                                            |                                                                 |                                                                 |                                                                 |                                                                 |                                                 |                                                 |                                                 |                                                 |                                                 |                                                 |                                    |                                    |                                                       |                                                       |                                                       |                                                       |                                                       |                                                       |  |  |  |  |  |  |  |  |  |  |  |  |  |  |
|  |  |  |  |                                                                |                                                                | Enrico II di Rohan Visconte e I duca dopo il 1604 (1579-1638)  | Enrico II di Rohan Visconte e I duca dopo il 1604 (1579-1638)  | Enrico II di Rohan Visconte e I duca dopo il 1604 (1579-1638)                                      | Enrico II di Rohan Visconte e I duca dopo il 1604 (1579-1638)                                      | Enrico II di Rohan Visconte e I duca dopo il 1604 (1579-1638)                                      | Enrico II di Rohan Visconte e I duca dopo il 1604 (1579-1638)                                      | | | Beniamino di Rohan Duca di Soubise (1583-1642)                                            | Beniamino di Rohan Duca di Soubise (1583-1642)                                            | Beniamino di Rohan Duca di Soubise (1583-1642)                                            | Beniamino di Rohan Duca di Soubise (1583-1642)                                            | Beniamino di Rohan Duca di Soubise (1583-1642)                    | Beniamino di Rohan Duca di Soubise (1583-1642)                    |                                                                                |                                                                                | Henriette de Rohan detta la Bossue (la gobba) (1577-1624)                      | Henriette de Rohan detta la Bossue (la gobba) (1577-1624)                      | Henriette de Rohan detta la Bossue (la gobba) (1577-1624)                      | Henriette de Rohan detta la Bossue (la gobba) (1577-1624)                      | Henriette de Rohan detta la Bossue (la gobba) (1577-1624)                  | Henriette de Rohan detta la Bossue (la gobba) (1577-1624)                  |                                                                            |                                                                            | Catherine de Rohan sposata a Giovanni II di Baviera (1580-1607)            | Catherine de Rohan sposata a Giovanni II di Baviera (1580-1607)            | Catherine de Rohan sposata a Giovanni II di Baviera (1580-1607) | Catherine de Rohan sposata a Giovanni II di Baviera (1580-1607) | Catherine de Rohan sposata a Giovanni II di Baviera (1580-1607) | Catherine de Rohan sposata a Giovanni II di Baviera (1580-1607) |                                                 |                                                 | Anne de Rohan Poetessa (1584-1646)              | Anne de Rohan Poetessa (1584-1646)              | Anne de Rohan Poetessa (1584-1646)              | Anne de Rohan Poetessa (1584-1646)              | Anne de Rohan Poetessa (1584-1646) | Anne de Rohan Poetessa (1584-1646) |                                                       |                                                       |                                                       |                                                       |                                                       |                                                       |  |  |  |  |  |  |  |  |  |  |  |  |  |  |